# Triplophysa stewarti
Triplophysa stewarti és una espècie de peix de la família dels balitòrids i de l'ordre dels cipriniformes.

## Morfologia
Els mascles poden assolir els 20,8 cm de longitud total.

## Distribució geogràfica
Es troba al Tibet: rius Ganges i Brahmaputra.